# Râul Sacovăț
Râul Sacovăț este un curs de apă, afluent al râului Bârlad.